# Making Family
Making Family (메이킹 패밀리?, Meiking paemilriLR) è un film del 2016 diretto da Jo Jin-mo.

## Trama
Go Mi-yeon ha avuto un figlio tramite inseminazione artificiale, Tae-bong, che tuttavia ha sempre voluto conoscere suo padre; dopo avere scoperto l'identità dell'uomo, Zhao Li Yan, il piccolo si reca in Cina con uno scopo particolare: fare sposare i suoi "genitori" e creare una vera famiglia.